# Sean Parnell
Sean R. Parnell (sinh ngày 19 tháng 11 năm 1962) là một nhà chính trị thuộc Đảng Cộng hòa Hoa Kỳ là thống đốc thứ 10 của tiểu bang Alaska, Hoa Kỳ. Parnell đã kế nhiệm Sarah Palin vào ngày 26 tháng 7 năm 2009 sau khi bà này từ chức. Ông đã tuyên thệ nhậm chức tại Governor's Picnic ở Fairbanks và sau này đã được bầu làm thống đốc với một nhiệm kỳ đầy đủ vào năm 2010. Ông đã trở thành thống đốc đầu tiên không thông qua bầu cử của Alaska được bầu.